# ノンサッチ (スクーナー)
ノンサッチ（USS Nonsuch）は米英戦争期のアメリカ海軍武装スクーナー。
ノンサッチはボルティモアで1812年に建造された。オーナーのGeorge Stiles and Companyは1812年6月29日に私掠船としての就役を申請し、すぐにアメリカ東海岸沿岸と西インド海域でイギリス商船を探し始めた。ヘンリー・レブリー艦長の下、ノンサッチは9月28日マルティニク沖でイギリスの武装船2隻に攻撃を仕掛けた。3時間の激しい戦闘で多くの敵乗員を死傷させたが、ノンサッチ自身の索具も損傷したためマルティニクから逃走したイギリス船を追うことは出来なかった。
12月、海軍はノンサッチを購入しサウスカロライナ州チャールストンで就役し、翌1813年1月にはジェイムズ・モーク大尉の指揮下でフォート・ジョンソンのアメリカ陸軍に補給物資を輸送した。その後ノンサッチはイギリス商船の捜索を再開し、4月上旬にイギリスのスクーナーサンチョ・パンサを拿捕した。9日には私掠船を味方艦と誤認し7分間の血なまぐさい戦闘を交えた。ノンサッチはチャールストンを拠点に1814年も哨戒を継続していたが、6月に火力、速度ともに敵と遭遇したため砲のうち11門を捨てて逃げ出さねばならなかった。
戦後ノンサッチは武装を12ポンドカロネード5門と同口径の長砲に削減した上で西インドでの海賊退治に配備された。1819年にはエリー湖の英雄オリバー・ハザード・ペリー大佐の指揮下ジョン・アダムズ、コンステレーションとともにベネズエラのオリノコ川へ赴き、ベネズエラとブエノスアイレス共和国と友好関係を保持することで海賊行為を抑制しようとした。ペリーはノンサッチに代将旗を移して川をのぼりシモン・ボリバルと会見をする。8月19日に望ましい条約を結ぶことは出来たが、ノンサッチの乗員の多数は川を下る間に黄熱病に感染し、偉大な英雄は8月23日にポートオブスペインで死亡した。彼は同地に埋葬され、葬式ではノンサッチの乗員が衛兵を務めた。
帰国後もノンサッチは東海岸やカリブ海で海賊退治を行い、短期間地中海にも派遣された。1825年12月からはボストンに係留され、翌年売却されてすぐに解体された。
2008年現在、アメリカ海軍で同じ艦名が使用されたことは無い。
- この記事はアメリカ合衆国政府の著作物であるDictionary of American Naval Fighting Shipsに由来する文章を含んでいます。